# Europass
Pour le ballon de football, voir Europass (ballon).
Europass est une initiative de l'Union européenne visant à aider les citoyens à présenter leurs compétences et qualifications de manière claire et logique (notamment auprès des employeurs), et à favoriser la mobilité géographique et professionnelle.

## Origines
La Commission européenne a pris l'initiative, le 15 décembre 2004 au travers de sa décision 2241/2004/CE, de proposer un modèle commun de CV, disponible dans toutes les langues de l'Union.

## Contenu
Europass se compose de cinq documents, dont le principal est le curriculum vitæ Europass, disponible en vingt-huit langues, qui permet de présenter ses compétences de manière claire et logique. Les quatre autres documents Europass sont le passeport de langues, l'Europass mobilité, le supplément descriptif du certificat et le supplément au diplôme.

## Autres applications
Le projet EuroCv à but non lucratif est également proposé. Il permet de diffuser son CV à l'aide d'un code d'accès public (le PAC). Ce système offre la possibilité à n'importe qui possédant un PAC de consulter le CV s’y rattachant, et au titulaire de modifier son CV depuis n'importe quel ordinateur dans le monde. De plus, ce service permet de connaître les statistiques de visite de son CV, ce qui peut être utile pour avoir un ordre d'idée de son exposition.